# Estação Jurema
A Estação Jurema é uma estação de Veiculo Leve sobre Trilhos (VLT) localizada na Avenida Dom Almeida Lustosa no bairro Parque Guadalajara, no município de Caucaia, Brasil. Faz parte da Linha Oeste do Metrô de Fortaleza, administrado pela Companhia Cearense de Transportes Metropolitanos (Metrofor).
O nome da estação deve-se a sua localização, inserida no "centro" do distrito de Jurema atendendo assim a avenida Dom Almeida Lustosa, um importante polo comercial da região, concentrado uma grande gama de comércios e serviços.
Em sua circunferência a estação serve parte dos bairros Araturi, Potira, Marechal Rondon e Parque Guadalajara.

## Histórico
A estação foi inaugurada dia 20 de fevereiro de 1982 juntamente com as estações Conjunto Ceará e São Miguel.
Em 2010 a estação passou por uma reforma juntamente com as demais estações da Linha Oeste.

## Características
Seguindo o modelo das demais estações da Linha Oeste a estação Jurema possui uma estrutura simples, composta por uma única plataforma central em alvenaria, coberta por um telhado de amianto sustentado por vigas de ferro localizadas ao centro da plataforma. Ao longo da estação estão distribuídos bancos de concreto e lixeiras. Seu acesso é realizado por meio de uma rampa que da acesso a um bloco onde se localiza um pequeno bicicletário, catracas torniquetes para a saída e a bilheteria, onde o usuário após pagar o valor necessário tem acesso a plataforma.